# En nämndemans död
En nämndemans död är en svensk thrillerminiserie i tre delar från 1995 i regi av Stephan Apelgren. I rollerna ses bland andra Krister Henriksson, Pernilla August och Loa Falkman.

## Handling
En kvinna blir mördad i en svensk småstad. Polisen Sandor Gross (Krister Henriksson) tar sig an fallet och upptäcker snart att mördaren är kvinnans egen man, Ernst Ljungberg (Loa Falkman). Fallet kommer dock att visa mycket svårare än så att lösa.

## Rollista
- Krister Henriksson – Sandor Gross
- Pernilla August – Vanja Holm
- Loa Falkman – Ernst Ljungberg
- Linnéa Becker-Sandström – Anne Gross
- Kevin Kronow – Daniel Ljungberg
- Kristina Törnqvist – Camilla Ljungberg
- Carl-Magnus Dellow – Jan Stenson
- Bertil Norström – Palm
- Gunilla Johansson	– Johanna Fridh
- Anders Beckman – Malm
- Eddie Axberg – Jansson
- Lis Nilheim – Märta
- János Herskó – Sandors far
- Nóra Tábori – Sandors mor
- Lena-Pia Bernhardsson – fru Nilsson
- Monica Stenbeck – åklagaren
- Yvonne Schaloske – Rosa Wallner
- Helge Jordal – Jakob Branner
- Anki Larsson – Astrid
- Carl-Axel Karlsson – lagmannen
- Viktor Friberg – vaktkonstapeln
- Nils Moritz – kriminalteknikern/zoohandlaren
- Halvar Björk – Hallberg
- Cecilia Nilsson – sjuksköterskan
- Nils-Åke Lindström – nämndemannen
- Margreth Weivers-Norström – Simmels mor
- Tomas Norström – Erik Simmel
- Monica Edwardsson	– Alice Östberg
- Lennart Jähkel – Östberg
- Marianne Hedengrahn – motellportiern
- José Castro – bilmekanikern
- Diana Nord - Jenny
- Jonas Bergström – bilförsäljaren

## Om serien
En nämndemans död skrevs av Ulf Ryberg med manusbearbetning av regissören Apelgren. Producent var Malte Forssell och fotograf Göran Hallberg. Musiken komponerades av Thomas Lindahl och filmen klipptes av Håkan Karlsson. Dramaturg var Gunilla Jensen och scenograf Birgitta Brensén. Serien sändes i Sveriges Television i tre delar mellan den 10 oktober och 24 oktober 1995. De tre avsnitten var olika långa: 50, 45 respektive 55 minuter långa.